# Седлецкий, Михал
Ми́хал Седле́цкий (пол.  Michał Marian Siedlecki; 8 сентября 1873, Краков — 11 января 1940, концентрационный лагерь Заксенхаузен) — польский зоолог, брат художника Францишека Седлецкого, отец геолога Станислава Седлецкого.

## Биография
Родился в Кракове, где в 1891 году окончил гимназию. В 1891—1895 годах изучал зоологию в Ягеллонском университете, затем совершенствовался в Берлине и Париже.
В 1895 году получил степень доктора философии. С 1899 года доцент зоологии, с 1904 года экстраординарный профессор в Ягеллонском университете. С 1912 года возглавлял кафедру зоологии Ягеллонского университета.
В 1919—1921 годах был профессором и ректором Университета Стефана Батория в Вильно. В 1921 году вернулся в Ягеллонский университет.
Во время немецкой оккупации Польши был 6 ноября 1939 года арестован гестапо и заключён в концентрационный лагерь Заксенхаузен, где 11 января 1940 года умер от воспаления лёгких.
Похоронен на Раковицком кладбище в Кракове.

## Труды
- O budowie leukocytów oraz o podziale ich jąder u jaszczurów (1896)
- Cycle evolutif de la Caryotropha mesnilii, coccidie novelle des Polymnies (1902)
- Spostrzeżenia nad budową i rozwojem Spirochaetae pallida Schaud. (1906)
- Badania doświadczalne nad kiłą: morfologia krętka białego (1907)
- O przemianie materii wśród morza (1907)
- Jawa. Przyroda i sztuka (1913)
- Głębiny (1916)
- Skarby wód. Obrazy z nadmorskich krain (1923)
- Na rafach koralowych (1926)
- Opowieści malajskie (1926)
- Ekonomiczne wykorzystywanie wybrzeża w zakresie rybołówstwa morskiego (1927)
- Naukowe podstawy racjonalnej gospodarki rybackiej na morzu (1929)
- Niewyzyskane walory morza (1930)
- Wielorybnictwo i ochrona wielorybów (1931)
- Sprawa międzynarodowej ochrony ptaków (1933)
- Ryby morskie częściej poławiane na Bałtyku i północnym Atlantyku (1938)
- Na drodze życia i myśli (1966)